# Oskarshall

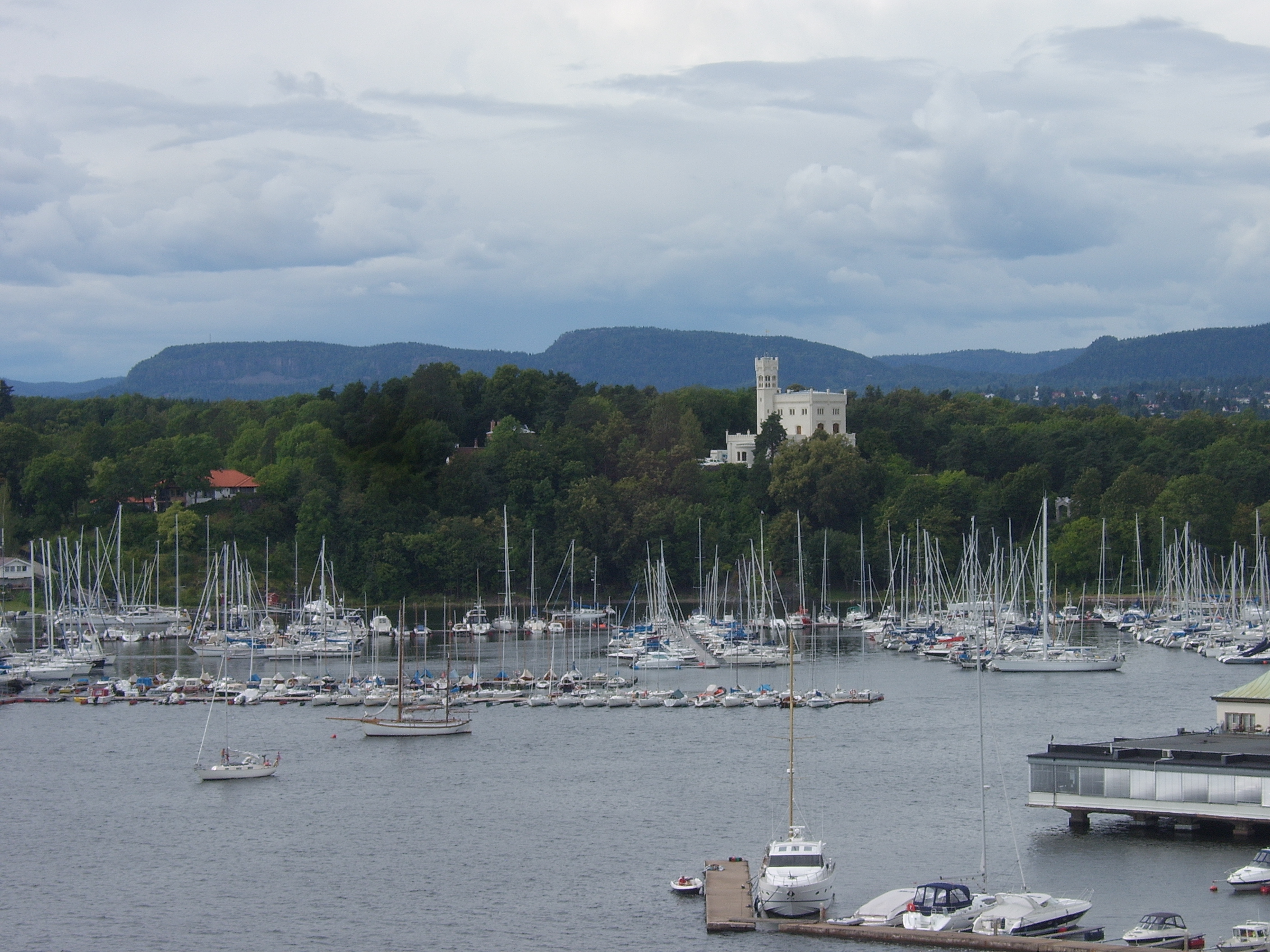
Lage oberhalb des Oslofjordes

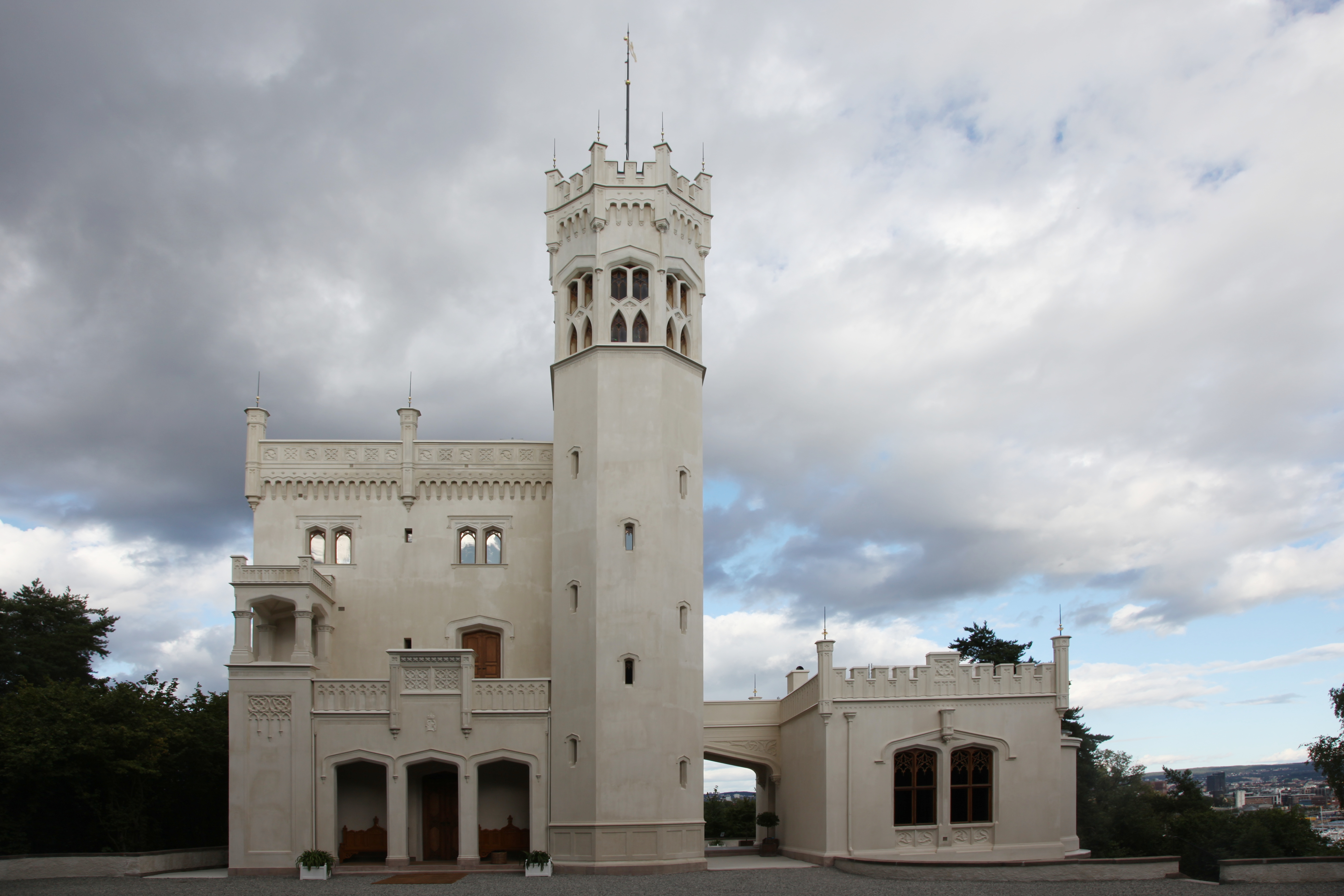
Schloss Oscarshall

Schloss Oskarshall (Oscarshall) ist ein Schloss auf der Halbinsel Bygdøy, einem ehemals eigenständigem Stadtteil Oslos in Norwegen. Das Schloss wurde in den Jahren 1847 bis 1852 von dem dänischen Architekten Johan Henrik Nebelong für den damaligen norwegischen König Oscar I. errichtet. Doch bereits im Jahr 1863 wurde es von seinem Sohn, Karl IV. an den norwegischen Staat übertragen, der es für das norwegische Königshaus verwaltet.
Das Schloss wird als der wichtigste neugotische Profanbau in Norwegen angesehen. Die Architektur ist inspiriert vom Stil der neugotischen Schlösser Englands dieser Zeit. Das Interieur wurde von heimischen Handwerkern und Künstlern gestaltet.
Nach einer dreijährigen Restaurierung ist das Schloss seit dem Frühsommer 2009 wieder für das Publikum geöffnet und kann im Sommerhalbjahr besichtigt werden. In seinen Sälen finden Kulturveranstaltungen und Konzerte statt.